# Mulatto Haiti
Mulatto (tiếng Pháp: mulâtre, tiếng Haitian Creole: milat) là một thuật ngữ ở Haiti trong lịch sử chỉ một người Haiti có một trong cha hay mẹ là người da trắng, người còn lại là dân da đen, hoặc cả cha và mẹ đều là mullato. Hiện tại, từ này tại Haiti chủ yếu chỉ những người thuộc tầng lớp xã hội và kinh tế cao.
Cộng đồng mulatto và người da trắng thiểu số chiếm khoảng năm phần  trăm dân số Haiti.